# 伯太村
伯太村（はかたむら）は、かつて和泉国・大阪府にあった村。現在の和泉市北西部にあたる。江戸時代には伯太藩の陣屋が置かれていた。

## 歴史
- 1871年（明治4年） 廃藩により、伯太藩屋敷が伯太在住となる。
- 1886年（明治19年） 伯太在住と和泉郡伯太村が合併。
- 1889年（明治22年）4月1日 和泉郡伯太村、黒鳥村、池上村が合併して、和泉郡伯太村（町村制）が発足。大字伯太に村役場を設置。
- 1896年（明治29年）4月1日 郡の統廃合により、泉北郡が成立。
- 1933年（昭和8年）4月1日 泉北郡国府村、郷荘村と合併して、泉北郡和泉町となる。

## 交通

### 鉄道路線
- 阪和電気鉄道
  - 本線（現・西日本旅客鉄道阪和線）
    - 信太山駅

### 道路
- 熊野街道（小栗街道）